# Om svenska rim
Om svenska rim är ett efterlämnat manuskript av Carl Jonas Love Almqvist som återfanns efter hans död.
Manuskriptet består av ett antal försök i olika versformer och format och är halvt allvarligt och halvt satiriskt. Dikterna har tillkommit under de sista 15 åren i landsflykt och är både komiska och melankoliska och vissa ger uttryck för hemlängtan. Berömt är följande korta stycke:
”Vad bjuder oss uppriktigt Afrika?
 
Vad visa kan Amerika?

Vad Asien? Vad allt Europa?

Jag trotsar öppet alltihopa.

Men Skandinavien – det är alladar!

Blott Sverige svenska krusbär har.”
När manuskriptet återfanns efter Almqvists död ansågs det närmast litterärt värdelöst, men det har av senare tider omvärderats. För Gunnar Ekelöf blev Almqvists landsflyktsdiktning en vägvisare in i det som blev Strountes.